# Небольсин, Сергей Андреевич
Серге́й Андре́евич Небо́льсин (13 ноября 1940, Мурманск, СССР — 3 января 2022, Москва, Россия) — советский и российский филолог, литературовед-пушкиновед и писатель, специалист по теории литературы, русской литературы в международных взаимосвязях. Доктор филологических наук (2002), профессор. Ведущий научный сотрудник и заведующий отделом теории литературы ИМЛИ имени А. М. Горького.

## Биография
Родился 13 ноября 1940 года в Мурманске в семье пограничника.
В 1968 году окончил филологический факультет МГУ имени М. В. Ломоносова по специальности «филолог, учитель русского языка и литературы средней школы»
В 1968—1971 годах учился в аспирантуре филологического факультета МГУ имени М. В. Ломоносова..
В 1979 году защитил диссертацию на соискание учёной степени кандидата филологических наук по теме «Классическая традиция и проблема творческой активности (Пушкин и модернизм)».
В 1993—1996 годах — профессор Осакского университета иностранных языков
.
В 2002 году в ИМЛИ имени А. М. Горького защитил диссертацию на соискание учёной степени доктора филологических наук по теме «Писатель-классик как фактор идейно-художественного самоопределения национальной литературы».
В 2004—2005 годах — профессор Шанхайского университета иностранных языков.
Автор более 250 научных публикаций.
Член редакционной коллегии журнала «Наш современник».
Член Общества любителей русской словесности.
Член Общественной коллегии по жалобам на прессу.
Член правления Союза писателей России.
Владел восемью иностранными языками.
Скончался 3 января 2022 года в Москве после продолжительной болезни. Похоронен на Ястребковском кладбище (участок №4) в Подмосковье

## Семья
- Сын — Антон Сергеевич Небольсин, доктор богословия, профессор кафедры библеистики богословского факультета ПСТГУ[6].

## Научные труды

### Диссертации
- Небольсин С. А. Пушкин и европейская традиция : Писатель-классик как фактор самоопределения национальной литературы : диссертация … доктора филологических наук : 10.01.08, 10.01.01. — Москва, 2002. — 319 с.

### Монографии
- Небольсин С. А. «Прошлое и настоящее». — М., 1986.
- Небольсин С. А. «Пушкин и европейская традиция». — М.: Наследие, 1999. — 336 с. ISBN 5-201-13364-9

### Статьи
- Лявданский А. К., Алексеев А. А., Грилихес Л. Е., Муравьёв А. В., Васильчева Ю. Г., Войтенко А. А., Джагацпанян Е. Д., Назаренко А. В., Чернецов С. Б., Морозов Д. А., Пичхадзе А. А., Турилов А. А., Чарота И. А., Димитров И., Заловский М., Горджевский Г., Наумов А. Е., Крашовец Й., Чернов В. В., Ребич А., Печиркова Я., Дмитриева О. В., Овсянников С., Зайцев Д. В., Э. С. П., Раш К., Гросул В. Я., Дельфорж Ф., Бонне К., Э. П. Г., Чернецов C. Б., Селезнёв Н. Н., Небольсин C. А., Кикнадзе З. Г., Иванов П. М., Тераудкальнс В., Ребрик В. В., Сахарова Е. Б., Столяров А. В., Десницкий А. С. Библия. IV. Переводы // Православная энциклопедия. — М., 2002. — Т. V : Бессонов — Бонвеч. — С. 97-110. — 39 000 экз. — ISBN 5-89572-010-2.

## Экспертиза
- Белянин В. П., Громыко М. М., Леонтьев Д. А., Небольсин С. А. Комплексное экспертное заключение по гражданскому делу 2-452/99 // Головинский межмуниципальный суд САО г. Москвы. — 4 октября 2000. Архивировано из оригинала 21 июля 2013 года.

## Публицистика
- Небольсин С. А. Пушкин и русское целое // Официальный сайт Союза писателей России, 2002.
- Небольсин С. А. Когда благому просвещенью… // Литературная Россия. — № 19-20. — 14.05.2004
- Небольсин С. А. Жизнь и дело Вадима Кожинова

## Интервью
- «А Пушкин — исцеляет!» // Завтра. — № 10(74). — 18.10.2002
- Ирина Гречаник Сергей Небольсин. Понять другую сторону // Русский литературный журнал «Парус». — 2012. — Вып. 17.

## Видеовыступление
- Трагедия раскрестьянивания России